# Møbelringen Cup 2015
Møbelringen Cup 2015 var den 15. udgave af Møbelringen Cup og blev afholdt fra 26. – 29. november 2015 i Gjøvik Fjellhall og Håkons Hall i Lillehammer i Norge. Turneringen havde deltagelse af Holland, Rusland, Sverige og værtsnationen Norge. Turneringen blev vundet af Rusland.

## Resultater
| Dato          | Hold 1  | Hold 2  | Resultat |
| ------------- | ------- | ------- | -------- |
| 26.11         | Sverige | Holland | 31-27    |
| 26.11         | Norge   | Rusland | 26-26    |
| 28.11         | Norge   | Holland | 31-28    |
| 28.11         | Rusland | Sverige | 32-24    |
| 29.11         | Holland | Rusland | 26-27    |
| 29.11         | Norge   | Sverige | 28-27    |
| Kilde (norsk) |         |         |          |

| Hold          | Kampe | Mål   | Point |
| ------------- | ----- | ----- | ----- |
| Rusland       | 3     | 85-76 | 5     |
| Norge         | 3     | 85-81 | 5     |
| Sverige       | 3     | 82-87 | 2     |
| Holland       | 3     | 81-89 | 0     |
| Kilde (norsk) |       |       |       |

## Topscorer
| Nr.           | Navn             | Land    | Antal mål |
| ------------- | ---------------- | ------- | --------- |
| 1             | Nora Mørk        | Norge   | 22        |
| 2             | Anna Vyakhireva  | Rusland | 19        |
| 3             | Isabelle Gulldén | Sverige | 16        |
| Kilde (norsk) |                  |         |           |